# Jay Park
Park Jaebeom (también Jonathan Park; Seattle, Washington; 25 de abril de 1987), más conocido como Jay Park, es un rapero y cantautor surcoreano-estadounidense, y un miembro del equipo de breakdance de  Seattle Art of Movement (AOM). Inicialmente, también fue miembro del grupo masculino surcoreano 2PM.

## Primeros Años
Jay Park inicialmente saltó a la fama como líder de 2PM. Después de una prueba exitosa con JYP Entertainment en los EE. UU., se mudó a Corea y firmó con la compañía como rapero y b-boy. Se entrenó para mejorar su canto y también su coreano durante cuatro años antes de su debut como líder de 2PM bajo el nombre artístico de Jaebeom.   
Dejó oficialmente el grupo a principios de 2010 por una controversia. En marzo de ese mismo año, Jay Park subió a YouTube una versión en video del sencillo "Nothin' on You" del rapero estadounidense BoB, con su propio rap y letra, que se volvió viral y alcanzó más de 2.000.000 de visitas en menos de 24 horas. En julio de 2010, firmó un contrato con SidusHQ, una de las agencias más importantes de Corea del Sur, y volvió a debutar como cantante y actor solista.

## Debut como solista
El primer miniálbum de Jay Park, "Take a Deeper Look", lanzado en 2011, fue multiplatino en Corea del Sur. Jay Park se convirtió en el primer artista debutante en ganar en KBS Music Bank con "Abandoned", y fue el único artista solista en ganar "Grabación del año" en los Golden Disk Awards de 2011. Más tarde, Jay lanzó varios sencillos "Demon", "Girlfriend" y "Star", coprotagonizó la película coreana Mr. Idol y se unió al elenco de Immortal Songs 2. 

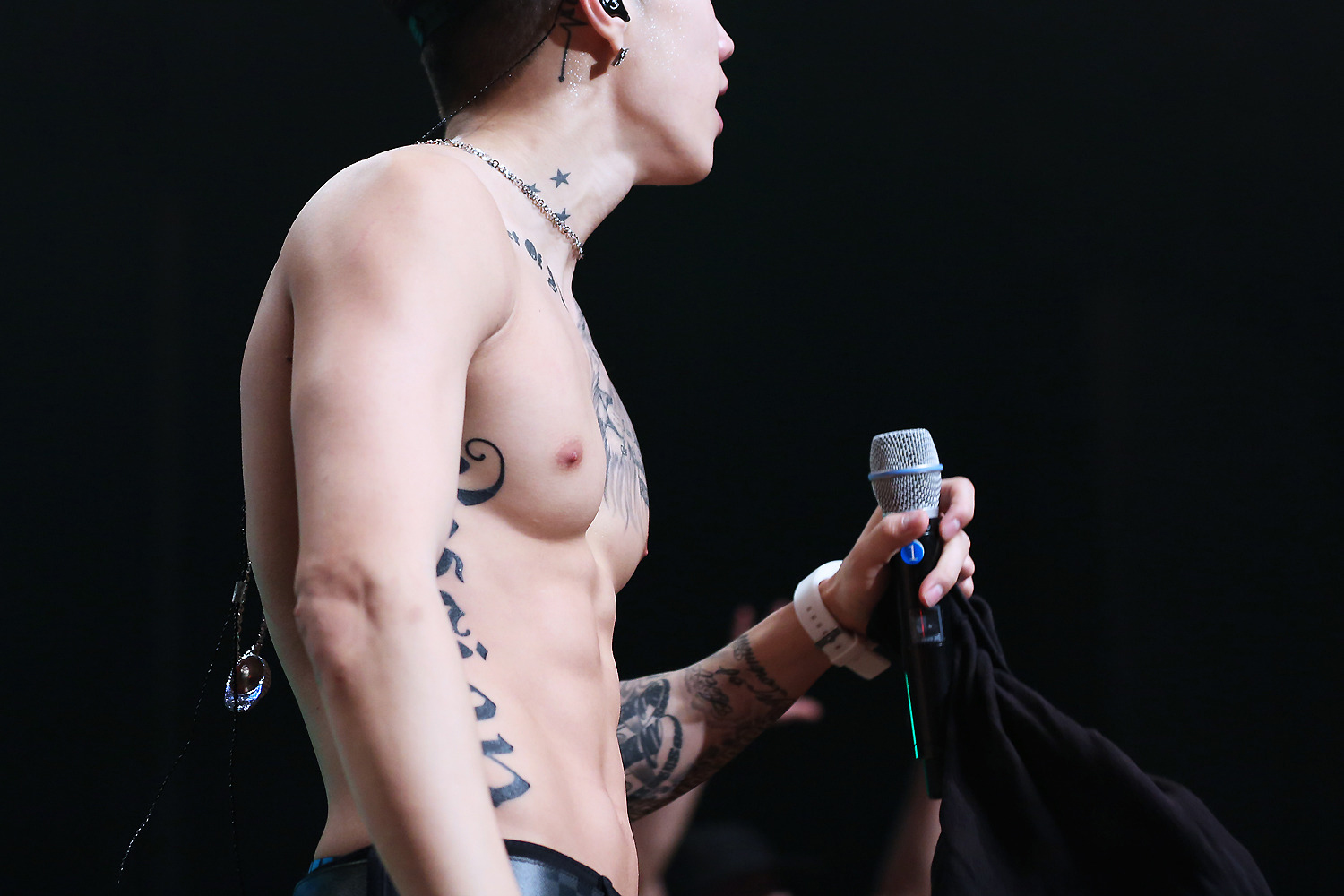
Jay Park presentándose en vivo

En febrero de 2012, Jay Park lanzó su primer álbum de larga duración, New Breed, que rápidamente encabezó las listas de éxitos en Corea del Sur e internacionalmente, y se convirtió en multiplatino en menos de una semana. Jay Park también lanzó un mixtape en inglés, Fresh Air: Breathe It, que se convirtió en el primer mixtape de un artista asiático en alcanzar el estatus de oro superando las 100.000 descargas en DatPiff. Tras el lanzamiento de New Breed en 2012, realizó con éxito su primer concierto en solitario en Seúl, además de emprender giras por Asia y Australia. Jay Park encabezó la gira Verizon APAHM Tour en los Estados Unidos y fue el acto de clausura en MTV World Stage Live en Malasia 2012. También en 2012, regresó a Immortal Songs 2, se convirtió en miembro habitual del panel Come to Play. 

## AOMG y H1ghr Music Records
En 2013 fundó su sello discográfico independiente AOMG, que luego codirigió con Simon Dominic. 
En 2017, junto con el músico y producto Cha Cha Malone, crearon el sello discográfico global H1ghr Music Records, integrado por artistas coreanos de hip hop y también artistas estadounidenses de Seattle, Washington, entre otros.
El 25 de julio de 2018, AOMG reveló una declaración oficial confirmando la renuncia de Simon Dominic como codirector de la agencia. Posteriormente en octubre del mismo año se anunció que su reemplazante sería DJ Pumkin.

## Retiro
El 3 de noviembre de 2020 reveló que está planeando su retiro. Habló de las dificultades para mantener su carrera personal mientras dirigía la empresa. También reveló que planea jubilarse en dos años y tiene un plan detallado para su retiro. Confesó que quiere entrenar y formar un grupo ídolo basado en su experiencia y éxito como miembro de un grupo ídolo y artista de hip-hop. "A veces me pregunto cuánto tiempo necesito para tratar de no perder la atención de los demás. Esta es una vida tan agotadora. La razón por la que he estado haciendo esto todo este tiempo es porque tuve la idea de compartir algo de luz con otros. "Los artistas y este trabajo es divertido. Me gustan las cosas así, si la vida de alguien puede cambiar gracias a mí". 
El 13 de mayo de 2021, anunció nuevamente que tenía planes de retirarse, Jay Park ha estado viviendo una agenda agitada como rapero, cantante, compositor, CEO y empresario en Corea. También es el fundador y director general del sello discográfico H1GHR Music. Desde que hizo su debut en la industria de la música coreana, Jay Park ha estado trabajando de manera constante a medida que su popularidad aumenta en todo el mundo. Dijo en su historia de Instagram que se tomará un descanso hasta el próximo año y le pidió a cualquiera que necesite hacerle una pregunta que lo haga el próximo año. 
El 31 de diciembre de 2021, reveló que dejaría el cargo de CEO de AOMG y H1GHR MUSIC, a través de un comunicado oficial en su Instagram: "Después de pensarlo mucho y tomarme el tiempo para organizar mis emociones, he decidido renunciar como CEO de AOMG. y H1GHR MUSIC. Sé que esto puede ser impactante para mucha gente, pero continuaré siendo asesor de ambas disqueras y seguiremos siendo una familia y un equipo. Quiero agradecer a todos los fanáticos quienes han confiado en mí y me han apoyado en todos mis esfuerzos y espero que continúen apoyando a Aomg, H1ghr Music y a mí y todas las cosas que hacemos durante muchos años. En cuanto a todos los artistas y empleados de AOMG y H1ghr Music, yo Quiero agradecerles sinceramente por confiar su futuro a estas dos etiquetas que he fundado y es un verdadero honor construir esto juntos y seguir haciendo historia juntos. No lo doy por sentado ni por un segundo y siempre estará cerca. y querido para mi corazón no soy perfecto pero siempre lo he hecho haré lo mejor que pueda y continuaré haciéndolo lo mejor que pueda. Los amo a todos. Gracias y feliz año nuevo". 
El 1 de enero de 2022 desactivó su Instagram, pero lanzó su sencillo digital "To Life".

## Controversias
El 4 de septiembre de 2009, surgió una polémica en torno a él en Internet. Los artículos hablaban de mensajes en su Myspace personal en 2005 sobre su disgusto por Corea del Sur cuando aún era aprendiz en JYP Entertainment. Aunque emitió una disculpa, los manifestantes exigieron que se retirara de 2PM. A principios de 2010, anunció en su sitio oficial de aficionados que dejaría el grupo y regresaría a los Estados Unidos. 

## Filmografía

### Programas de variedades
Apariciones Notables:
- Word of the Day - Bromance (2010) - Un breve sketch junto a Ryan Higa y Philip Wang.
- Dramatic (2011) - Primer episodio.
- Mr. Idol (Mr. 아이돌) (2011)
- TvN Taxi (2011, 2013)
- Immortal Songs 2 (2011, 2012, 2013) - Miembro regular del reparto para los años 2011, 2012 y 2013.
- Music & Lyrics (2012) - Junto a la actriz Lee Si Young.
- Come to Play (2012) - Miembro fijo del panel.
- Saturday Night Live Korea (2012, 2013–) - Presentador del episodio más visto de la temporada 3 en 2012, y reingresó como miembro permanente del elenco para 2013.
- Dancing 9 - Temporada 2.
- Mnet's The 4 Things Show (4가지쇼)(2014) - Episodio 1-2 junto a Simon D, Gray y Loco.
- America's Next Top Model (2014).
- Ding Ge Long Dong Qiang (2015) - Programa de variedades chino.
- Show Me the Money Season 4 (2015) - Equipo de producción AOMG con Loco.
- Running Man (2015) - Episodio 252 junto a Eun Ji Won, Jessi (Lucky J), San E, y Verbal Jint.
- Unpretty Rapstar Season 2 (2015) - Equipo de producción junto a Cha Cha Malone
- Witch Hunt (2015) - Con Loco
- Hello Counselor (2011, 2012, 2015) - Invitado, (Ep. 51, 64 y 236)
- King of Mask Singer (2016) - participó como "Cold City Monkey", ep. 41-42